# Grand Prix du Morbihan
Grand Prix du Morbihan je jednodenní cyklistický závod konaný v okolí bretaňského města Plumelec ve Francii. V roce 2020 se stal součástí nově vzniklé UCI ProSeries. Závod je také součástí Francouzského poháru v silniční cyklistice. Ročník 2020 byl zrušen kvůli probíhající pandemii covidu-19. Závod v průběhu let měnil svůj název: mezi lety 1974 a 1988 se jmenoval Grand Prix de Plumelec, mezi lety 1990 a 2000 se jmenoval A Travers le Morbihan, mezi lety 2001 a 2019 se jmenoval Grand Prix de Plumelec-Morbihan a od roku 2021 se jmenuje Grand Prix du Morbihan. Od roku 2011 se také ve stejný den jako mužský závod koná ženský závod nazývaný Grand Prix du Morbihan Féminin.

## Seznam vítězů
| Rok  | Země                               | Jezdec                             | Tým                                |
| ---- | ---------------------------------- | ---------------------------------- | ---------------------------------- |
| 1974 | Francie                            | Roger Pingeon                      | Jobo–Lejeune                       |
| 1975 | Francie                            | Georges Talbourdet                 | Gan–Mercier–Hutchinson             |
| 1976 | Francie                            | Robert Alban                       | Gan–Mercier–Hutchinson             |
| 1977 | Francie                            | André Chalmel                      | Gitane–Campagnolo                  |
| 1978 | Francie                            | Raymond Martin                     | Miko–Mercier–Vivagel               |
| 1979 | Nejelo se z finančních důvodů.     | Nejelo se z finančních důvodů.     | Nejelo se z finančních důvodů.     |
| 1980 | Francie                            | Christian Muselet                  | La Redoute–Motobécane              |
| 1981 | Francie                            | Robert Alban                       | La Redoute–Motobécane              |
| 1982 | Francie                            | Fabien De Vooght                   | Wolbert–Spidel                     |
| 1983 | Francie                            | Laurent Fignon                     | Renault–Elf                        |
| 1984 | Francie                            | Pierre Bazzo                       | Coop–Hoonved                       |
| 1985 | Francie                            | Marc Madiot                        | Renault–Elf                        |
| 1986 | Francie                            | Gilbert Duclos-Lassalle            | Peugeot–Shell                      |
| 1987 | Dánsko                             | Johnny Weltz                       | Fagor–MBK                          |
| 1988 | Francie                            | Frédéric Brun                      | Z–Peugeot                          |
| 1989 | Nejelo se z finančních důvodů.     | Nejelo se z finančních důvodů.     | Nejelo se z finančních důvodů.     |
| 1990 | Belgie                             | Johan Museeuw                      | Lotto–Superclub                    |
| 1991 | Francie                            | Bruno Cornillet                    | Z                                  |
| 1992 | Belgie                             | Peter De Clercq                    | Lotto–Mavic–MBK                    |
| 1993 | Německo                            | Laurent Desbiens                   | Novemail–Histor–Laser Computer     |
| 1994 | Belgie                             | Peter De Clercq                    | Lotto                              |
| 1995 | Francie                            | Francis Moreau                     | GAN                                |
| 1996 | Belgie                             | Johan Capiot                       | Collstrop–Lystex                   |
| 1997 | Francie                            | Christophe Agnolutto               | Casino                             |
| 1998 | Francie                            | Laurent Desbiens                   | Cofidis                            |
| 1999 | Francie                            | Patrice Halgand                    | Festina–Lotus                      |
| 2000 | Francie                            | Patrice Halgand                    | Jean Delatour                      |
| 2001 | Francie                            | Gilles Maignan                     | AG2R Prévoyance                    |
| 2002 | Francie                            | Laurent Lefèvre                    | Jean Delatour                      |
| 2003 | Francie                            | Nicolas Vogondy                    | FDJeux.com                         |
| 2004 | Francie                            | Thomas Voeckler                    | Brioches La Boulangère             |
| 2005 | Nejelo se z finančních důvodů.     | Nejelo se z finančních důvodů.     | Nejelo se z finančních důvodů.     |
| 2006 | Francie                            | Cédric Hervé                       | Bretagne–Jean Floc'h               |
| 2007 | Austrálie                          | Simon Gerrans                      | AG2R Prévoyance                    |
| 2008 | Francie                            | Thomas Voeckler                    | Bouygues Télécom                   |
| 2009 | Francie                            | Jérémie Galland                    | Besson Chaussures–Sojasun          |
| 2010 | Austrálie                          | Wesley Sulzberger                  | Française des Jeux                 |
| 2011 | Francie                            | Sylvain Georges                    | BigMat–Auber 93                    |
| 2012 | Francie                            | Julien Simon                       | Saur–Sojasun                       |
| 2013 | Francie                            | Samuel Dumoulin                    | Ag2r–La Mondiale                   |
| 2014 | Francie                            | Julien Simon                       | Cofidis                            |
| 2015 | Francie                            | Alexis Vuillermoz                  | AG2R La Mondiale                   |
| 2016 | Francie                            | Samuel Dumoulin                    | AG2R La Mondiale                   |
| 2017 | Francie                            | Alexis Vuillermoz                  | AG2R La Mondiale                   |
| 2018 | Itálie                             | Andrea Pasqualon                   | Wanty–Groupe Gobert                |
| 2019 | Francie                            | Benoît Cosnefroy                   | AG2R La Mondiale                   |
| 2020 | Nejelo se kvůli pandemii covidu-19 | Nejelo se kvůli pandemii covidu-19 | Nejelo se kvůli pandemii covidu-19 |
| 2021 | Belgie                             | Arne Marit                         | Sport Vlaanderen–Baloise           |
| 2022 | Francie                            | Julien Simon                       | Team TotalEnergies                 |
| 2023 | Belgie                             | Arnaud De Lie                      | Lotto–Dstny                        |
| 2024 | Francie                            | Benoît Cosnefroy                   | Decathlon–AG2R La Mondiale         |
| 2025 | Francie                            | Benoît Cosnefroy                   | Decathlon–AG2R La Mondiale         |